# Just Your Fool
Just Your Fool (ou I'm Just Your Fool comme son titre initial) est une chanson de rhythm and blues écrite et enregistrée par l'artiste de jazz et blues américain Buddy Johnson et son orchestre en 1953. Considérée comme un « hymne R&B », la chanson a un arrangement de big band et sa sœur Ella Johnson au chant - son « phrasé délicat et trompeusement doux était parfaitement adapté aux ballades comme celle-ci ». I'm Just Your Fool est devenu un record au classement Billboard pour Buddy, atteignant la sixième place en 1954.

## Version de Little Walter
Little Walter a enregistré une adaptation en Chicago blues de la chanson en utilisant le titre Just Your Fool. Elle a été enregistrée en décembre 1960 à Chicago, avec Walter (au chant et à l'harmonica) et accompagné par le pianiste Otis Spann, les guitaristes Fred Robinson et Luther Tucker, Willie Dixon et/ou Jimmie Lee Robinson à la basse, et Fred Below ou George Hunter à la batterie,. "Just Your Fool" n'est sorti qu'en 1962 par Checker Records. Il a utilisé des paroles et un arrangement de blues à huit mesures similaire à Buddy Johnson. Checker attribue la chanson à Little Walter sous le nom de Walter Jacobs.

## Reprise de Cyndi Lauper
En 2010, la chanteuse américaine Cyndi Lauper enregistre Just Your Fool pour son album Memphis Blues. Charlie Musselwhite à la harpe blues accompagne Lauper au chant. La chanson est sortie en single et a atteint la deuxième place du classement américain de blues. Elle l'a interprété en concert avec Musselwhite lors de la finale de la troisième saison de l'émission de télé-réalité Celebrity Apprentice.

## Reprise des Rolling Stones
Singles de The Rolling Stones
Doom and Gloom
(2013) Living in a Ghost Town
(2020)
Les Rolling Stones ont enregistré la chanson en 2016 pour leur album de reprises Blue & Lonesome. C'est l'une des cinq chansons de Little Walter incluses dans l'album. Le 6 octobre 2016, il est sorti en tant que single principal.

### Classements
| Chart (2016)                           | Peak position |
| -------------------------------------- | ------------- |
| Belgium (Ultratip Flanders)            | 31            |
| Belgium (Ultratip Wallonia)            | 43            |
| France (SNEP)                          | 39            |
| Mexico Ingles Airplay (Billboard)      | 28            |
| Scotland (OCC)                         | 80            |
| Switzerland (Schweizer Hitparade)      | 81            |
| US Adult Alternative Songs (Billboard) | 27            |
| US Digital Blues Songs (Billboard)     | 1             |
| US Hot Rock Songs (Billboard)          | 49            |